# You've Got a Friend
"You've Got a Friend" es una canción de 1971 escrita por James Taylor y Carole King. Fue grabada por primera vez por King y se incluyó en su álbum Tapestry. Otra versión muy conocida es la de James Taylor de su álbum Mud Slide Slim and the Blue Horizon. Su versión fue lanzada como single en 1971 alcanzando el número 1 en el Billboard Hot 100 y el número 4 en la lista de singles del Reino Unido. Ambas versiones se grabaron simultáneamente en 1971 con músicos compartidos.
"You've Got a Friend" ganó varios premios Grammy tanto para su compositora Carole King (Canción del año) como para James Taylor (Mejor interpretación vocal pop masculina). Docenas de otros artistas han grabado la canción a lo largo de los años, incluidos Dusty Springfield, Michael Jackson, Anne Murray y Donny Hathaway.

## Historia
"You've Got a Friend" fue escrita por James Taylor y Carole King durante su relación, en las sesiones de grabación en enero de 1971 para su propio álbum Tapestry y el álbum de James Taylor Mud Slide Slim and the Blue Horizon. King ha declarado que "la canción fue lo más cercano a la inspiración pura que he experimentado. La canción se escribió sola. Fue escrita por algo externo a mí, pero a través de mí". Según Taylor, King le dijo que la canción surgió como respuesta a una línea de una canción anterior de Taylor, "Fire and Rain", que decía "He visto momentos solitarios en los que no podía encontrar un amigo". El álbum de King fue grabado simultáneamente con el de Taylor. Y tanto King, como Danny Kortchmar y Joni Mitchell participan en ambas grabaciones. La canción está incluida en los dos álbumes. King dijo en una entrevista en 1972 que ella "no lo escribió con James ni con nadie específicamente en mente. Pero cuando James lo escuchó, le gustó mucho y quiso grabarlo".
La versión de Taylor fue lanzada como single y alcanzó el número 1 en el Billboard Hot 100 y el número 4 en la lista de singles del Reino Unido. La versión de James Taylor también estuvo una semana en lo más alto de la lista de la categoría Easy Listening. Billboard la clasificó como la canción número 17 de 1971.
Durante el proceso de grabación, Taylor también le ofreció a su compañera de su misma discográfica Apple Records, Mary Hopkin, la oportunidad de grabar la canción, que ella rechazó, una decisión de la que luego se arrepintió enormemente. 
James Taylor y Carole King interpretaron juntos "You've Got a Friend" en 2010 durante su gira Troubadour Reunion. En 2015, Taylor tocó una versión acústica de la canción en el Ayuntamiento de París, por invitación del Secretario de Estado de Estados Unidos, John Kerry, y la alcaldesa de París, Anne Hidalgo, como homenaje a las víctimas de los atentados de Francia en enero de 2015.

## Recepción
Según el autor James D. Perone, la canción versa sobre distintos temas, como la expresión de "un amor universal, fraternal, de tipo agapé de un ser humano por otro, sin importar el género". La letra "tranquilizadora" de la canción ha conseguido que sea popular durante mucho tiempo entre personas solitarias que necesitan un impulso de confianza en sí mismas. El mensaje de la canción sobre una amistad que no tiene límites y un amigo que está ahí cuando lo necesitas tiene un atractivo universal. Para Taylor, la letra tuvo una repercusión personal particular, ya que se acababa de recuperar de una depresión cuando escuchó a Carole King tocar la canción. La música se mueve entre un tono más alto y uno más bajo, lo que, según el crítico musical Maury Dean le da a la canción un "estado de ánimo cercano". 
En su reseña de Tapestry, el crítico de Rolling Stone, Jon Landau, describió "You've Got a Friend" como la "nueva canción más perfecta" de Carole King. En concreto, elogió cómo la melodía y la letra se apoyan entre sí, así como la "hermosa y justa melodía de rock" de la letra final. La revista Mojo consideró que la canción probablemente era "el núcleo de Tapestry". El crítico de Allmusic Stewart Mason comentó sobre la "franca intimidad" de la interpretación de King. Mason descubre que la "timidez" de la voz de King le da a la grabación de la canción una sinceridad que a Taylor le falta.  Mason también elogia la "profundidad y el sombreado" que proporcionan los instrumentos de cuerda en la grabación de King. 
En su reseña de Mud Slide Slim and the Blue Horizon, el crítico de Rolling Stone Ben Gerson describió "You've Got a Friend" como una "canción afirmativa", pero sugirió que la versión de James Taylor era demasiado similar a la versión original de Carole King como para que valiera la pena incluirla en su álbum. El crítico musical Maury Dean describe el estilo de interpretación de Taylor para la canción como minimalista y folclórico y comenta sobre su "sinceridad de estrellas".

## Personal

### Versión de Carole King
- Carole King - piano, voz, coros
- David Campbell - viola
- Terry King - violonchelo
- Danny "Kootch" Kortchmar - guitarra acústica, conga, guitarra eléctrica, voz
- Charles "Charlie" Larkey - bajo de cuerda
- Joni Mitchell - coros
- Barry Socher - violín
- James Taylor - guitarra acústica, coros

### Versión de James Taylor
- James Taylor - voz, guitarra acústica
- Joni Mitchell - coros
- Danny Kortchmar - guitarra acústica, congas
- Leland Sklar - bajo
- Russ Kunkel - tambores, congas, cabasa

## Versión de The Brand New Heavies
"You've Got a Friend" fue grabada también por el grupo británico de acid jazz y funk The Brand New Heavies para su álbum 'Shelter' en 1997 y fue el tercer sencillo del álbum. Alcanzó el número 9 en la lista de singles del Reino Unido y el número 13 en Escocia en octubre de 1997. La canción también entró en el top 10 en Hungría. El grupo interpretó la canción en el programa de televisión Top of the Pops.

### Recepción de la crítica
El periódico escocés Daily Record declaró que "la banda de soul funk de Londres está de nuevo en forma" en la canción.

## Otras versiones
Dusty Springfield grabó la canción a principios de 1971 durante las sesiones de su tercer álbum Faithful para Atlantic Records. Su grabación es anterior a la de James Taylor, pero fue archivada hasta 1999 cuando se incluyó como bonus track en la Edición Deluxe de 1999 de su primer álbum para Atlantic, el aclamado Dusty in Memphis (que contenía cuatro canciones compuestas por Carole King). Faithful no se lanzó debido a disputas entre Springfield y Atlantic, pero las sesiones finalmente se publicaron como un álbum independiente en 2015.
La canción fue grabada por Roberta Flack y Donny Hathaway para su álbum de 1972, Roberta Flack & Donny Hathaway, y fue lanzada como el primer sencillo del álbum. El sencillo fue lanzado un año antes que el álbum, y casualmente fue lanzado en la misma fecha que el sencillo de James Taylor: 29 de mayo de 1971. La versión de Flack y Hathaway alcanzó el puesto 29 en el Billboard Hot 100 y el puesto 8 en la lista de R&B.
Esta canción también fue grabada por Aretha Franklin para su actuación de gospel en directo de 1972 Amazing Grace, aunque fue lanzada en ese álbum como parte de un popurrí con "Precious Lord, Take My Hand". Esta versión de la canción se dio a conocer a una audiencia más amplia con el lanzamiento en 2018 del documental con la película de esos conciertos, también titulado Amazing Grace. Rhino Records lanzó Amazing Grace: The Complete Recordings en 4 LP y 2 CD en marzo de 2019.
El grupo español  Mocedades grabó una versión libre de este tema en su disco "Sobreviviendo" del año 1987.
En 1991 el cantante puertorriqueño Jerry Rivera hizo también su versión en su primer álbum "Empezando a Vivir". Pero en ediciones recientes, no se encuentra debido a temas de Copyright.
"You've Got a Friend" fue interpretada por Celine Dion, Shania Twain, Gloria Estefan y Carole King en el concierto VH1 Divas Live en el Beacon Theatre, Nueva York en 1998. Fue lanzado como single y alcanzó el número 74 en la lista belga de Flanders Airplay.
En 2004, la cantante inglesa de R&B Javine lanzó su versión de la canción junto con una versión de "Don't Walk Away". Su grabación se incluyó en la banda sonora de la película Garfield de 2004.
En 2005, la versión de la banda de pop rock británica McFly de esta canción alcanzó el número uno en la lista de singles del Reino Unido.
En 2011, el cantante de country Scotty McCreery interpretó la canción en la décima temporada de American Idol. Su interpretación fue lanzada más tarde en el álbum recopilatorio American Idol Season 10: Scotty McCreery.
En 2011 fue cantada por Raini Rodríguez en la serie de Disney Channel Austin & Ally, en un episodio titulado "Rockers & Songwriters".